# Betfage

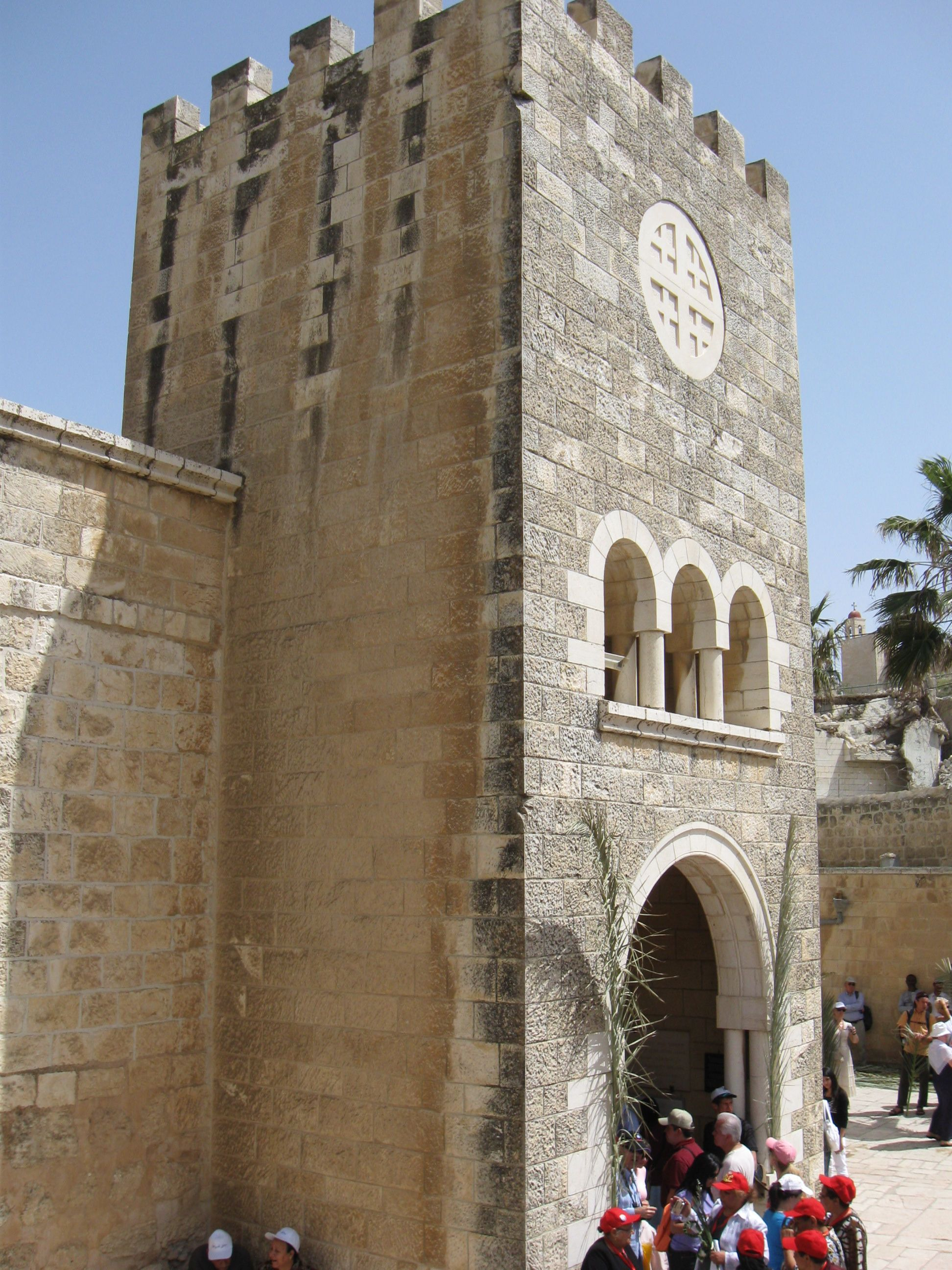
Eingang zur Kirche von Betfage

Betfage (ältere Schreibweise: Bethphage; altgriechisch Βηθφαγή; Aramäisch בית פגי; zu Deutsch etwa ‚Feigenhausen‘, wörtlich ‚Haus unreifer Feigen‘) ist ein Ort des antiken Israel, nahe Jerusalems, heute zu Ostjerusalem. 

## Beschreibung
Betfage wird in den synoptischen Passionsgeschichten erwähnt (Mt 21,1 f. , Mk 11,1 f. , Lk 19,28–30 ). Demnach schickte Jesus zwei seiner Jünger in den Ort, um dort einen jungen Esel zu holen, auf dem er in Jerusalem einreiten wollte. Diese Bibelstellen verorten Betfage auf dem Ölberg, etwas entfernt von der Römerstraße, die von Jericho nach Jerusalem führte.
Heute tragen ein Franziskaner-Kloster und eine Kirche den Namen Betfage, das wahrscheinlich ungefähr an der Stelle der früheren Siedlung steht. Auf dem Gelände des Klosters wurden landwirtschaftliche Anlagen und Gräber aus der Zeit zwischen dem 2. Jahrhundert v. Chr. und dem 8. Jahrhundert n. Chr. gefunden, darunter auch Symbole auf einem Grabrollstein, die auf eine judenchristliche Besiedlung im 3. Jahrhundert n. Chr. hinweisen. 